# Circonscription de Dembecha
La circonscription de Dembecha est une des 135 circonscriptions législatives de l'État fédéré Amhara, elle se situe dans la Zone Ouest Godjam. Son représentant actuel est Yehulu Deneqew.